# أليسون رينيه لي
أليسون رينيه لي (بالإنجليزية: Alison Renee Lee)‏ هي محامية أمريكية، ولدت في 1958 في واشنطن العاصمة في الولايات المتحدة.